# ミュージックステラ
ミュージックステラはSTVラジオで放送されていた演歌番組。ホリデージャパンの制作、提供だった。後にラジオ関西でも放送された。

## 概要
2007年4月に放送開始。東京の音楽会社ホリデージャパンが制作しSTVラジオでのみ放送されていた。演歌歌手の新譜紹介や演歌歌手をゲストに招いたコーナーが主な内容。放送時間は日曜深夜1時から2時台が中心。2010年で一時終了のあと2012年よりラジオ関西制作で「ミュージックステラ　今夜も気まぐれ」として放送。STVでは早朝4時台の放送であった。
2010年までは北海道のみの放送のためかホリデージャパン、演歌歌手のCD販促のCMのほかに旭川グランドホテル（後のOMO7 旭川）、新冠町定住移住プロジェクトチームのオリジナルCMも放送されていた。

## 出演
- 若原りょう
- MAKI
- いずはら玲子　(-2010年）

## 放送時間
STVでの放送時間　(JST)
- 日曜深夜　3：00～3：30
- 日曜深夜　1：30～2：00
- 日曜深夜　1：00～1：30　（-2010年6月）
- 日曜深夜　4：25～4：55　（2012年4月8日-7月1日）

ラジオ関西
- 月曜深夜　1：00～1：30

北海道の放送は深夜の放送のため、演歌歌手の出演告知の際は青森、秋田、岩手の一部でも受信できると表記されることが多かった。

## その他
- ホリデージャパンは2007年3月までは『東京シティーナイト』を制作しHBCラジオとアール・エフ・ラジオ日本で放送していた。